# Spudaea variegata
Spudaea variegata là một loài bướm đêm trong họ Noctuidae.